# Nannowithius wahrmani
Nannowithius wahrmani är en spindeldjursart som först beskrevs av Beier 1963.  Nannowithius wahrmani ingår i släktet Nannowithius och familjen Withiidae. Inga underarter finns listade i Catalogue of Life.